# Павлівка (Унецький район)
Павлівка (рос. Павловка) — село в Унецькому районі Брянської області Російської Федерації.
Населення становить 530 осіб. Входить до складу муніципального утворення Павловське сільське поселення.

## Історія
Населений пункт розташований на території українського етнічного та культурного краю Стародубщина.
Від 2005 року входить до складу муніципального утворення Павловське сільське поселення.

## Населення
| 2010 | 2013 |
| ---- | ---- |
| 592  | ↘530 |